# Wermatswil
Wermatswil är en ort i kommunen Uster i kantonen Zürich i Schweiz. Den ligger cirka 15,5 kilometer öster om centrala Zürich. Orten har cirka 1 250 invånare (2021).